# كلو أرنولد
كلو أرنولد (بالإنجليزية: Chloe Arnold)‏ هي مصممة رقص أمريكية، (ولدت في واشنطن العاصمة في الولايات المتحدة القرن 20 و 1980  م).

## وصلات خارجية
- كلو أرنولد على موقع IMDb (الإنجليزية)
- كلو أرنولد على موقع قاعدة بيانات الفيلم (الإنجليزية)